# Louise von Thurn und Taxis

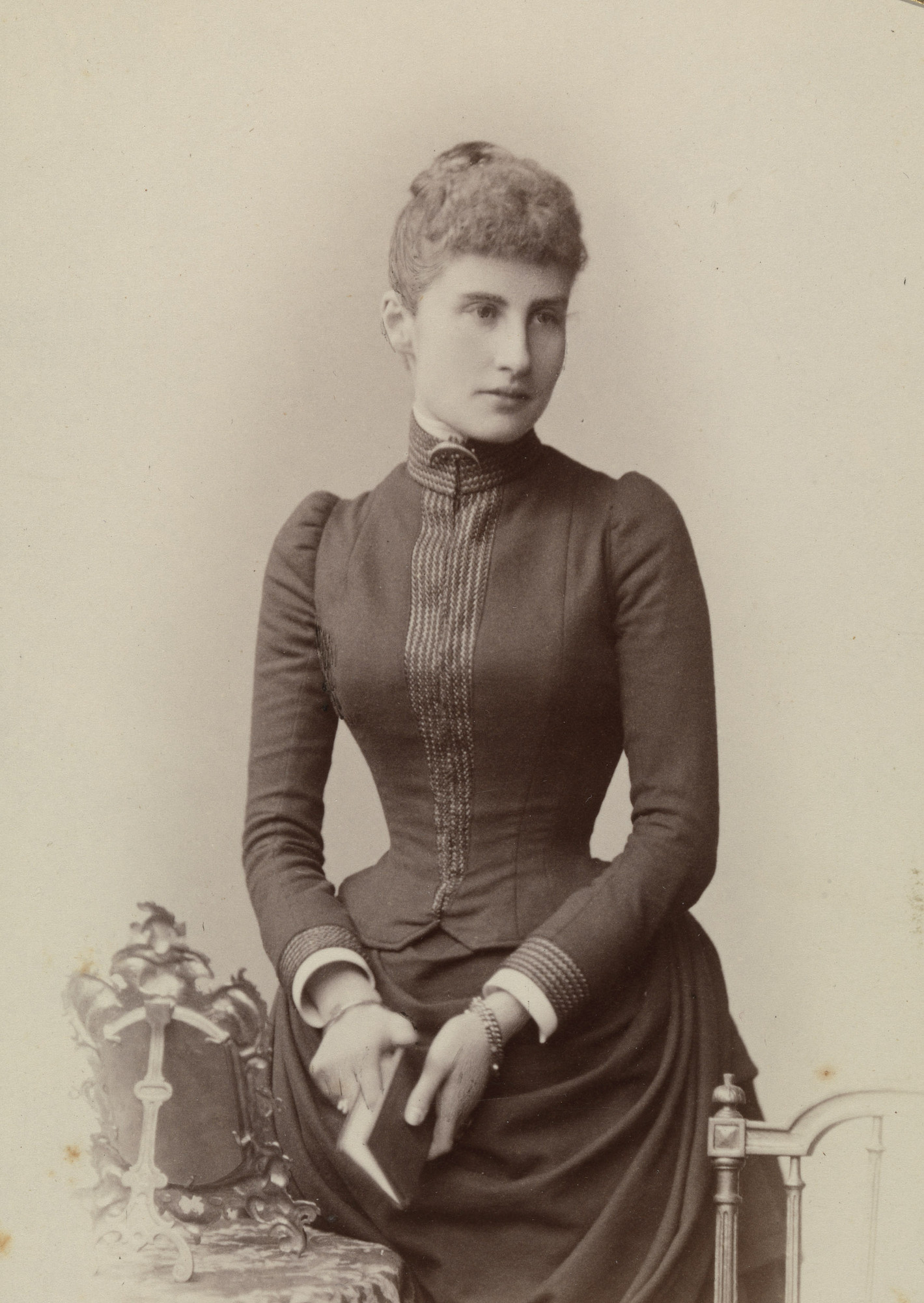
Louise von Thurn und Taxis

Prinzessin Louise Mathilde Wilhelmine Marie Maximiliane von Thurn und Taxis, auch Luise, Luisa oder Louisa (* 1. Juni 1859 in Dischingen; † 20. Juni 1948 in Sigmaringen) war eine deutsche Adlige aus dem Hause Thurn und Taxis und durch Heirat Prinzessin von Hohenzollern-Sigmaringen.

## Leben
Louise war die älteste Tochter von Erbprinz Maximilian Anton von Thurn und Taxis (1831–1867) und seiner Frau Helene in Bayern (1834–1890). Ihre Großeltern väterlicherseits waren Maximilian Karl von Thurn und Taxis und Wilhelmine von Dörnberg. Mütterlicherseits waren ihre Großeltern Herzog Max Joseph in Bayern und Ludovika Wilhelmine von Bayern. Durch ihre Mutter war sie die Nichte von Kaiserin Elisabeth von Österreich-Ungarn.
Die Prinzessin wurde im Schloss Taxis in Dischingen geboren und wuchs gemeinsam mit ihren drei jüngeren Geschwistern Elisabeth, Maximilian Maria und Albert auf. Louise und ihre Schwester Elisabeth wurden vornehmlich von Gouvernanten erzogen. Hauslehrer unterrichteten sie in Fremdsprachen, Mathematik, Geschichte und Geographie. Zusätzlich erhielt sie Musik- und Tanz- und Reitunterricht. 1867 verlor Louise im Alter von acht Jahren ihren Vater, der mit nur 35 Jahren an einer Lungenlähmung verstarb.

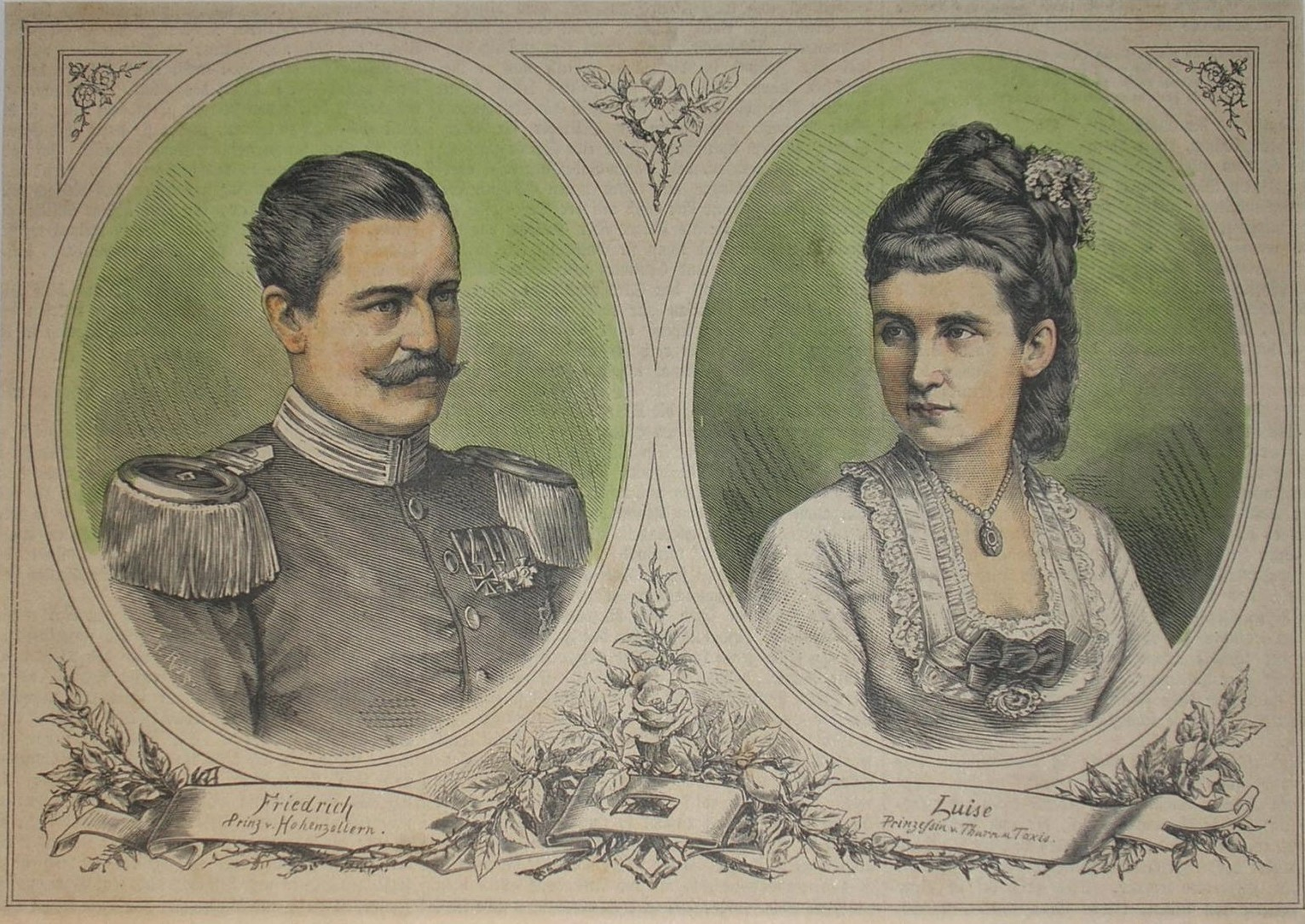
Prinz Friedrich von Hohenzollern-Sigmaringen und Louise von Thurn und Taxis

Kurz nach ihrem 20. Geburtstag heiratete Louise am 21. Juni 1879 in Regensburg Prinz Friedrich von Hohenzollern-Sigmaringen (1843–1904), den vierten Sohn des Fürsten Karl Anton von Hohenzollern-Sigmaringen und der Prinzessin Josephine von Baden. Die Aussteuer für ihre Hochzeit wurde aus Paris gesendet, wofür eigens die Bayerische Gesandtschaft tätig wurde. Prinz Friedrich fand in der Ehe mit Louise nach mehreren erfolglosen Verlobungen und Verbindungen die ersehnte Beruhigung seines Privatlebens. Trotz des Altersunterschiedes von 16 Jahren galt die kinderlose Ehe als glücklich.
Baronin Spitzemberg erwähnt Louise, die sie beim Kaiserdiner bei Prinz August kennenlernte, in ihren Memoiren als „eine sehr kleine, leibarme Erscheinung, doch nicht ohne Reiz.“
Louise lebte mit ihrem Ehemann seit 1894 in München im Palais Hohenzollern in der Maria-Theresia-Straße 17. Als Friedrich 1904 starb, überließen die Hohenzollern der Witwe die Villa "im Anschlag zu 350 000 Mark". 1921 verkaufte sie das Haus an den päpstlichen Nuntius in Deutschland, Eugenio Pacelli, den späteren Papst Pius XII.
Louise nahm weiterhin repräsentative Aufgaben wahr. Ein erhaltenes Foto zeigt sie bei der Übergabe der Fahnen des 40. Füsilier-Regiments in das Hohenzollernschloss am 9. Juli 1933.
Während der Zeit des Nationalsozialismus war sie Mitglied in der Nationalsozialistischen Frauenschaft und in der Nationalsozialistischen Volkswohlfahrt. In einem Spruchkammerverfahren von 1948 wurden ihr als Mitläuferin weitere Sühnemaßnahmen erlassen.
Louise starb im Alter von 89 Jahren. Das Ehepaar liegt in der Hedinger Kirche begraben.
Louises Briefe an den österreichischen Diplomaten Léon de Vaux sind im Österreichischen Staatsarchiv archiviert.
Louise war Dame des Königlich-Preußischen Louisenordens und des Kaiserlich-Österreichischen Sternkreuzordens.